# Saison 1994-1995 du Boucau Tarnos stade
 (août 2010).
Cette page présente la saison 1994-1995 du Boucau Tarnos stade en championnat de France de rugby à XV de première division.

## Transferts
| Joueur            | Poste                                 | Destination                     |
| Daniel Pocorena   | 2e ligne                              | Arrêt                           |
| J-F Elizagoyen    | pilier                                | Arrêt                           |
| Patrick Arneau    | ailier                                | Arrêt                           |
| Michel Lassalle   | 2e ligne                              | Arrêt                           |
| Frédéric Crouzat  | centre ou arrière ou demi d'ouverture | Arrêt                           |
| Alain Mendiboure  | demi de mêlée                         | Arrêt                           |
| Jacques Bellocq   | demi d'ouverture                      | Arrêt                           |
| Franck Vanhems    | 3e ligne                              | Arrêt                           |
| Duguine           | 2e ligne                              | Arrêt                           |
| Jean-Michel Labat | demi de mêlée                         | Arrêt                           |
| Rollet            | centre                                | Arrêt                           |
| Alain Rouet       | entraîneur des avants                 | non conservé en cours de saison |

| Joueur              | Poste                                 | Destination        |
| Pierre Navarron     | 2e ligne                              | Aviron bayonnais   |
| Didier Pouyau       | demi d'ouverture ou arrière et buteur | Aviron bayonnais   |
| Hirigoyen           | 3e ligne                              | Biarritz olympique |
| Jean-Marie Capdepuy | entraîneur des avants                 | reprise d'activité |

## La saison
Pour cette nouvelle saison en 1re Division groupe B, le club doit faire face à plusieurs obstacles :
- D'abord un changement de présidence qui entraînera l’arrêt de plus de la moitié des joueurs ayant participé à la montée (et à la Finale) et qui refuseront de rejouer pour la nouvelle équipe dirigeante. Ainsi, 11 joueurs titutaires indiscutables arrêteront leur carrière sous le maillot Noir.
- Ensuite une erreur de "casting" au niveau entraîneur qui mènera l'équipe dans une spirale de défaites difficilement réversible. Aussi, l'arrivée de Jean-Marie Capdepuy (associé à Gérard Valderrey) sera trop tardive et n'empêchera pas le BTS de descendre au terme d'une saison triste et sans âme.

Pourtant, en ayant enregistré la signature de Didier Pouyau (demi d’ouverture, buteur, qui après avoir joué au RCF (avec qui il décrocha un titre de champion de France en 1990) et à Bayonne revient dans son club formateur qu’il quitta en 1986), d’Hirigoyen (3e ligne de Biarritz) et de Pierre Navarron (3e ligne de Bayonne & Mouguerre qui rejoignait son frère François), le BTS aurait dû avoir une équipe qui tienne la route.
- Les Poules :
- 1re Phase : St Gaudens, Oloron, Villefranche de Lauragais, Peyrehorade, Pamiers, Miélan & Lannemezan (le BTS terminera 8e et dernier).

| Adversaires               | Résultats Domicile | Résultats Extérieur |
| St Gaudens                | Perdu 27 à 28      | Perdu 20 à 3        |
| Oloron                    | Perdu 9 à 26       | Perdu 46 à 10       |
| Villefranche de Lauragais | Perdu 6 à 28       | Perdu 20 à 6        |
| Peyrehorade               | Gagné 13 à 10      | Perdu 43 à 6        |
| Pamiers                   | Perdu 3 à 62       | Perdu 32 à 7        |
| Miélan                    | Gagné 23 à 12      | Perdu 22 à 18       |
| Lannemezan                | Perdu 8 à 21       | Perdu 45 à 6        |

- 2e Phase (Play Off de descente) : Asptt Paris, Albi & Aire. Le BTS terminera 4e et dernier de sa poule de Coupe B et descend en 2e Division.

| Adversaires    | Résultats Domicile | Résultats Extérieur |
| Asptt Paris    | Perdu 23 à 24      | Perdu 7 à 3         |
| Albi           | Perdu 11 à 21      | Perdu 16 à 11       |
| Aire sur Adour | Perdu 0 à 9        | Gagné 9 à 21        |

## Effectif
| Rang | Nom               | Poste                              | parcours                         |
| 1    | Etrillard         | Pilier                             | Bayonne                          |
| 2    | Bertin            | Pilier                             | Caen, arrivé en cadet au BTS     |
| 3    | Errecart          | Pilier                             | formé au club                    |
| 4    | Despiau           | Pilier                             | formé au club                    |
| 5    | San-Juan          | Talonneur                          | Anglet                           |
| 6    | Elissalde         | Talonneur                          | formé au club puis Bayonne       |
| 7    | Bizauta           | 2e ligne                           | Angers                           |
| 8    | Berrouet          | 2e ou 3e ligne centre              | formé au club, vient du Volley   |
| 9    | Vadillo           | Pilier ou 2e ligne                 | formé au club                    |
| 10   | Larrondo          | 3e ligne                           | Bayonne                          |
| 11   | François Navarron | 3e ligne                           | Bayonne                          |
| 12   | Pierre Navarron   | 2e ou 3e ligne centre              | Mouguerre puis Bayonne           |
| 13   | Blanc             | 3e ligne                           | formé au club                    |
| 14   | Denis Lourtet     | Demi de mêlée ou centre            | formé au club                    |
| 15   | Didier Pouyau     | Ouvreur, centre ou arrière botteur | formé au club puis RCF & Bayonne |
| 16   | Bellocq           | Ouvreur ou centre                  | Hendaye puis Bayonne             |
| 17   | Rechou            | Ailier                             | formé au club                    |
| 18   | Haran             | Ailier ou centre                   | Bayonne                          |
| 19   | Laurent Larrouy   | Ailier ou demi de mêlée            | formé au club                    |

| Rang | Nom                  | Période            | Parcours                  |
| 20   | Denais               | Centre             | formé au club             |
| 21   | Régis Bourgeois      | Ailier ou 3e ligne | formé au club             |
| 22   | Bernard Lassalle     | Ouvreur            | formé au club             |
| 23   | J-C Arretche         | Arrière            | ASSM                      |
| 24   | Arrieula             | 3e ligne           | formé au club             |
| 25   | Grégoire Tari        | Ouvreur            | formé au club             |
| 26   | Hirigoyen            | 3e ligne           | Biarritz                  |
| 27   | Mouesca              | Pilier             | Bayonne                   |
| 28   | Doyhamboure          | Centre             | Bayonne                   |
| 29   | Kermoual             | Demi de mêlée      | formé au club             |
| 30   | Lavigne              | Centre             | formé au club             |
| 31   | Butron               | 3e ligne           | formé au club             |
| 32   | Dupart               | Ailier             | formé au club             |
| 33   | Christophe Dacharry  | Ailier             | formé au club             |
| 34   | Christophe Darrigues | Centre             | formé au club puis Bardos |
| 35   | Maisonnave           | Ouvreur ou Ailier  | formé au club             |
| 36   | Brisé                | Centre             | formé au club             |
| 37   | Conrad               | Centre             | formé au club             |
| 38   | José Corréa          | Talonneur          | formé au club             |
| 39   | Sallenave            | 3e ligne           | formé au club             |

## Les Cadets A
Cette saison-là, les Cadets sont éliminés en 1/2 Finale de la Coupe Coulon.